# 15 d'Aquari
15 d'Aquari (15 Aquarii) és una estrella de la constel·lació equatorial d'Aquari. Té una magnitud aparent de 5,83.